# Rabbi Ammi
Pour les articles homonymes, voir Ammi (homonymie).
Rabbi Ammi (hébreu : רבי אמי ; le Talmud de Jérusalem connaît aussi les variantes Immi et Aïmi, ainsi que les contractions Rabbammi et Rabmi) est le nom de plusieurs docteurs du Talmud ayant exercé en Galilée, le plus célèbre d’entre eux étant Ammi bar Nathan, un docteur de la troisième génération (290-320). 